# Ørjan Berg Hansen
Ørjan Berg Hansen (29 aprile 1984) è un calciatore norvegese,  centrocampista dell'Idrettsforeningen Fram.

## Carriera

### Club
Hansen giocò con le maglie di Nanset e Larvik Turn, prima di passare al Sandefjord. Il 29 giugno 2003 debuttò nella 1. divisjon, quando sostituì Tom Helge Jacobsen nella sconfitta per 4-0 contro il Raufoss.
Nel 2006 passò al Kongsvinger, per cui esordì in data 9 aprile, quando subentrò a Peter Lindau nel successo per 1-0 sul Moss. Il 16 maggio dello stesso anno, segnò la prima rete in campionato, nella vittoria per 3-0 sul Manglerud Star. Contribuì alla promozione del campionato 2009. Poté allora giocare anche il primo incontro nella Tippeligaen, quando fu titolare nella sconfitta per 2-0 sul campo dello Strømsgodset. A fine stagione, però, la squadra retrocesse nuovamente in Adeccoligaen.
Il 1º dicembre 2011 fu reso noto il suo passaggio allo HamKam, a partire dal 1º gennaio successivo.
A maggio 2016 ritorna in campo con l'Idrettsforeningen Fram.